# Ущелье Волчьи Ворота
Ущелье Волчьи Ворота — памятник природы (Решение Туапсинского РИК от 19.02.1985 года № 392; решение Краснодарского КИК 14.07.1988 г. № 326), расположенный в Туапсинском районе Краснодарского края.
Ущелье Волчьи Ворота расположено в Туапсинском районе Краснодарского края в среднем течении реки Паук, около 2,5 км северо-западнее города Туапсе. Ущелье представляет собой вертикальные каменные образования из чередующихся слоёв плоско-параллельных слоёв белого и серого известняка, образованного в верхнеюрском периоде.
Слабо сцементированный песчаник ущелья с мощностью 10-15 метров формирует вертикальные стены, которые рассекает ручей (ширина между стенами составляет до 1 метра). На берегах реки расположены голые серые скалы, высотой от 10 — 30 метров и длиной около 3 км.
Ущелье известно своей природой с растениями, часть которых занесены в Красную книгу и как памятник героям триста восемьдесят третьей, девятой и тридцать первой стрелковых дивизий. В годы Великой Отечественной войны в ущелье были остановлены немецкие войска. Из расщелин скал по ним стреляли станковые пулемёты. С этих мест началось освобождение Адыгеи. На скале ущелья позднее был воздвигнут обелиск с надписью: «Вечная память героям-защитникам Кавказа в Великой Отечественной войне 1941—1945 годов».